# دست چپ تاریکی
دست چپ تاریکی (The Left Hand of Darkness) کتابی علمی‌تخیلی نوشته اورسولا لو گویین است و یکی از کتاب‌های تحسین شده علمی-تخیلی به شمار می‌رود. این کتاب رمانی باریک‌بین، جدی و خوش‌پرداخت است. کتابی که بیشتر به‌خاطر تحلیل به‌جا و به‌هنگامش از سیاست‌های روابط جنسی مورد ستایش و بحث بسیار قرار گرفته‌است. این اثر جزو اولین آثار جدی در زمینه داستان‌های علمی تخیلی فمینیستی است.
کتاب اولین بار در سال ۱۹۶۹ به چاپ رسید و بعدها، در سال ۱۹۹۴ نسخهٔ تجدید چاپ شده آن از سوی انتشارات واکر Walker شامل مؤخره‌ای اضافه که شامل ۶۰ صفحه مطلب در ۴ ضمیمه است، منتشر شد.
در این کتاب، انسان‌ها در دنیای زمستان (Winter) دوجنسی هستند و قادر به گسترش مادینگی یا نرینگی شخصیت‌های جنسی خود در طول فازهای باروری هستند. فرستاده‌ای از اجتماع کهکشانی سیاست‌های محلی را آشفته کرده و مجبور می‌شود تجربیاتش را در روابط با انسان‌ها تغییر دهد.
دست چپ تاریکی جایزه نبولا سال ۱۹۶۹ و جایزه هوگو سال ۱۹۷۰ را از آن خود کرده‌است. همچنین در سال ۱۹۸۷ مجلهٔ Locus آن را دومین رمان برتر علمی‌تخیلی همهٔ دوران‌ها به انتخاب خوانندگان اعلام کرد.
در همین سال هارولد بلوم نقدی بر کتاب نوشت و گفت «در دوران ما اورسولا لوگویین، بیشتر از تالکین ادبیات خیال‌پردازانه را به ادبیات فاخر ارتقا داده است.»